# Волицька сільська територіальна громада
Волицька сільська територіальна громада — територіальна громада в Україні, в Житомирському районі Житомирської області. Адміністративний центр — село Волиця.

## Загальна інформація
Площа території — 160,8 км², чисельність населення — 5 459 осіб (2021).

## Населені пункти
До складу громади увійшли села Борок, Волиця, Івниця, Корчмище, Стара Котельня, Старосілля та Степок та селище Новоівницьке.

## Історія
Утворена відповідно до розпорядження Кабінету Міністрів України № 711-р від 12 червня 2020 року «Про визначення адміністративних центрів та затвердження територій територіальних громад Житомирської області», шляхом об'єднання Волицької, Івницької, Новоівницької, Старокотельнянської та Степківської сільських рад Андрушівського району Житомирської області.